# SiRF

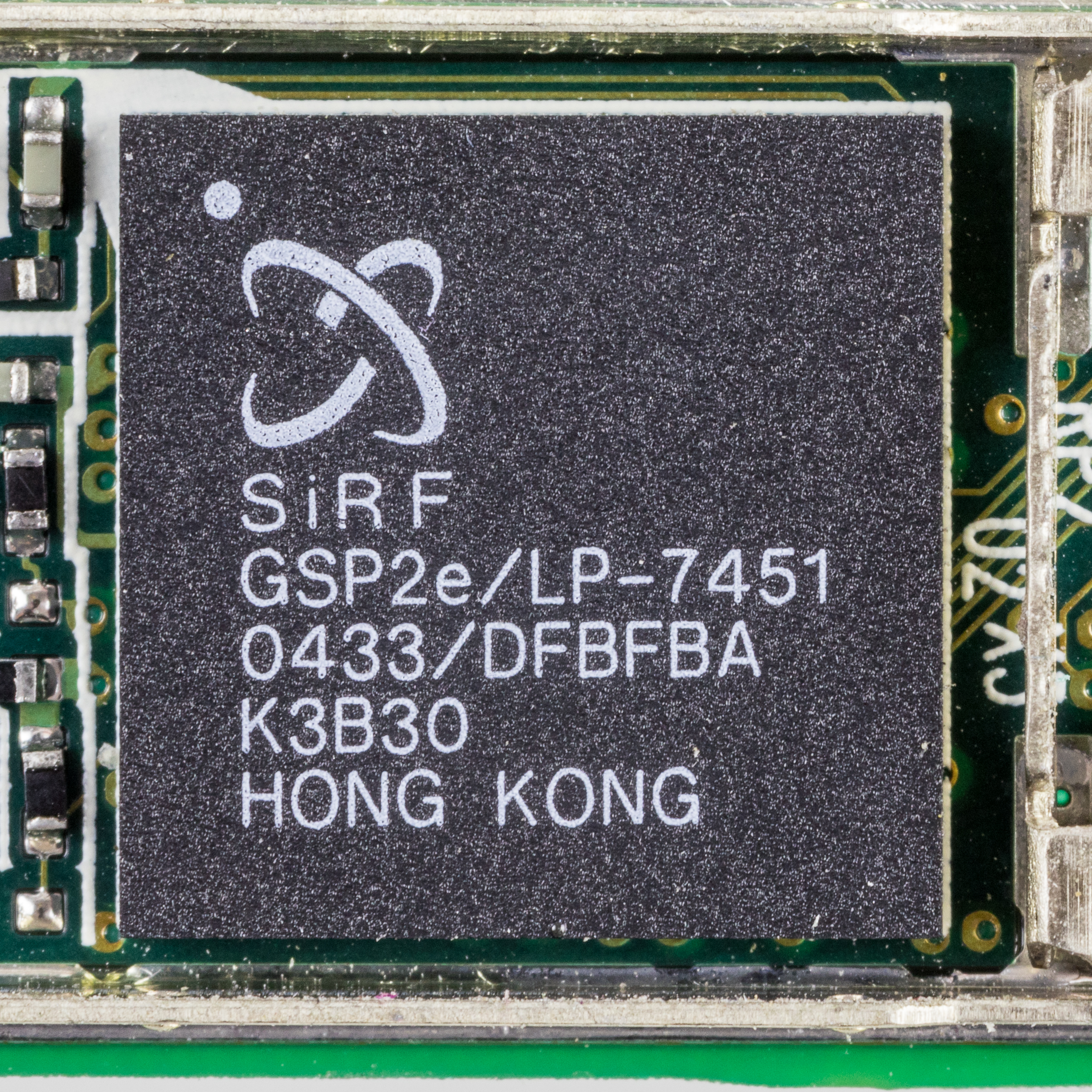
SiRF II-Chip

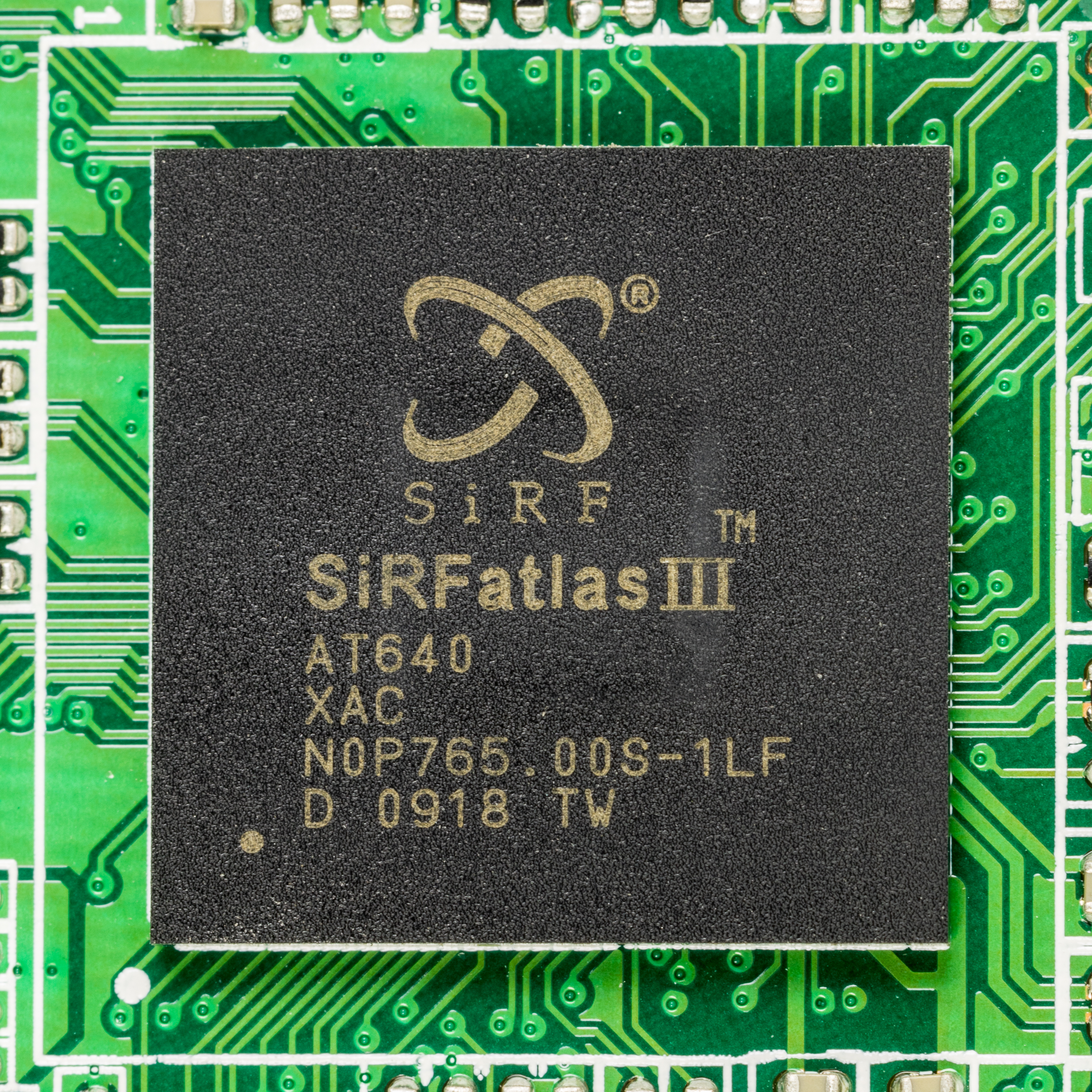
SiRFatlas III-Chip

SiRF Technology war ein US-amerikanischer Hersteller von Chipsätzen für das Global Positioning System. SiRF ist auch die Bezeichnung für die jeweiligen Produkte. SiRF-Chipsätze beherrschen sowohl das klassische NMEA-Protokoll als auch ein eigenes, ebenfalls als SiRF bezeichnetes, binäres Protokoll.
Die Firma SiRF Technology Holdings, Inc. wurde 1995 gegründet und hat ihren Sitz im kalifornischen San José. Sie war an der Technologiebörse NASDAQ gelistet (Tickersymbol: SIRF) und Mitglied der Open Handset Alliance.
Im Jahr 2005 kaufte SiRF die gesamte GPS-Chip-Fertigung und den Verkauf von Motorola für 20 Millionen US-Dollar.
Im Jahr 2007 hat SiRF die Centrality Communications übernommen, einen Hersteller von GPS-Navigation-Chips. Der Kaufpreis lag bei 283 Millionen Dollar, die in bar und in Aktien ausgezahlt werden. Das in Redwood ansässige Unternehmen Centrality Communications fertigte Navigationslösungen und mobile Navigationsgeräte. Seit seiner Gründung im Jahr 1999 hat es diverse System-on-Chip-Lösungen für mobile Navigationsanwendungen wie die Atlas- und Titan-Navigationsprozessoren entwickelt.
Im Zuge von Patent-Streitigkeiten und der Finanzkrise ab 2007 verlor der Aktienkurs im Zeitraum von 2006 bis 2009 über 98 % an Wert.
Am 9. Februar 2009 kündigte die englische Firma Cambridge Silicon Radio (CSR) an, für ungefähr 91 Millionen Pfund Sterling (98,2 Millionen Euro) in Form von eigenen Aktien SiRF zu übernehmen. Die Fusion von SiRF und CSR wurde am 28. Juni 2009 abgeschlossen, worauf SiRF nun vollständig in der CSR aufgegangen ist und nicht mehr als eigenständige Firma existiert.